# Голяни
Голяни, Голень (рум. Goleni) — село в Єдинецькому районі Молдови. Утворює окрему комуну.
Українці становлять більшу частину населення села. Згідно з даними перепису 2004 року — 873 особи (70,5 %).